# Ravan Bakoe
Ravan Bakoe is een Azerbeidzjaanse voetbalclub uit de hoofdstad Bakoe. De club werd opgericht in 2009 en begon in de Birinci Divizionu. Na een tweede plaats promoveerde de club in 2011 naar de Yüksək Dəstə. In 2013 degradeerde de club, maar keerde in 2015 terug op het hoogste niveau. Voor het seizoen 2016/17 kreeg de club geen licentie. De club ging in de Birinci Divizionu spelen met 9 punten aftrek. 
Bakoe Sportinq ·
Cəbrayıl ·
Difai Ağsu ·
İmişli ·
Karvan Yevlax ·
Mingəçevir ·
MOIK ·
Qäbälä ·
Qaradağ ·
Zaqatala